# 近域
在代数结构中，近域在概念上类似除环，但两个分配律只满足一个。另外，近域和近环的区别为近域一定有一个乘法单位元，而且每一个非零元素都有乘法逆元。

## 定义
近域是一集合 {\displaystyle Q}, ，任两个元素有两个二元运算，“+”（加号）和“·”（乘），满足下列公理：
A1: {\displaystyle (Q,+)} 是 阿贝尔群。
A2: {\displaystyle (a}·{\displaystyle b)}·{\displaystyle c} =  {\displaystyle a}·{\displaystyle (b}·{\displaystyle c)} 对所有元素 {\displaystyle a}, {\displaystyle b}, {\displaystyle c} of {\displaystyle Q} (乘法结合律)。
A3: {\displaystyle (a+b)}·{\displaystyle c=a}·{\displaystyle c+b}·{\displaystyle c}  对所有元素 {\displaystyle a}, {\displaystyle b}, {\displaystyle c} of {\displaystyle Q} (乘法右分配律)。
A4: {\displaystyle Q} 含单位元1 {\displaystyle 1}·{\displaystyle a=a}·{\displaystyle 1=a} 对所有元素 {\displaystyle a} of {\displaystyle Q} (乘法单位元)。
A5:对所有元素a  {\displaystyle Q} 存在元素 {\displaystyle a} −1 such that {\displaystyle a}·{\displaystyle a} −1 = 1 = {\displaystyle a} −1·{\displaystyle a} (非零元素都有乘法逆元)。
定义附注：
1. 上面定义严格说是一个右近域。將A3換為左分配律{\displaystyle c\cdot (a+b)=c\cdot a+c\cdot b}，就可得到左近域。通常「近域」是指「右近域」，但是这不是一个普遍定义。
2. 如果一個右近域也是右偽域（quasifield），則稱之為「平面的」，所有有限近域皆為平面，但無限近域則未必。
3. 其實並不須要指定加群是阿贝尔群，因为這可从其他公理推出，但推導过程相当困难[1][2][3]，將此結果做為公理可更快更方便的推導出近域的其它性質
4. 有的定义中A4和A5是由以下公理替换
A4*：非零元素在乘法下形成群。
但在此定義下，會有一個二階結構不滿足一些基本定理，如：對所有{\displaystyle x}，{\displaystyle x\cdot 0=0}。所以最好用原始定义。A4及A4*的差別在於，A4是要求1是對所有元素是單位元，A4*只要求非零元素。可經由在2阶加群定义一個額外的乘法來形成此例外：對所有{\displaystyle x}及{\displaystyle y}，{\displaystyle x\cdot y=x}。

## 例子
1. 所有除环都是近域，所有域都是近域。
2. 下面定义一个九阶近域，它是最小的非域的近域：
设 {\displaystyle K} 为九阶伽罗华域，其乘法运算为「{\displaystyle *}」，現定义一个新乘法运算「·」：

- 如果{\displaystyle b}是{\displaystyle K}中任意元素的平方，{\displaystyle a}是{\displaystyle K}中任意元素，则：{\displaystyle a\cdot b=a*b}。
- 如果{\displaystyle b}不是一个元素平方，则：{\displaystyle a\cdot b=a^{3}*b}。

那麼域{\displaystyle K}與原加法及新乘法構成一近域。

## 历史与应用
近域的概念由迪克森（Leonard Eugene Dickson）在1905年首次引入。他修改除环的乘法，加法不變，由此产生了第一个非除环的近域。由此法產生的近域被称為迪克森近域，上述的9阶例子即為一迪克森近域。 扎斯豪斯（Hans Zassenhaus）证明，除了七個例外，所有有限近域要么是域要么是迪克森近域。[2]
近域最早是应用在几何研究，如投影几何。許多投影几何可經由坐标系上的除环來定義，但有些不能。
马歇尔·豪尔（Marshall Hall）利用上述的9阶近域產生出一豪爾平面，同時也是利用階數為質數平方的迪克森近域產生出的一系列平面的第一個。
近域尚有許多其它應用，大部份在几何方面。最近的应用在為密碼學，如希尔密码。